# Muara Megang I
Muara Megang I is een bestuurslaag in het regentschap Musi Rawas van de provincie Zuid-Sumatra, Indonesië. Muara Megang I telt 686 inwoners (volkstelling 2010).